# Wappen der Russischen SFSR
Das Wappen der Russischen SFSR wurde vom 7. November 1917 bis Dezember 1991 während der Zeit des Bestehens der Russischen SFSR, welche eine Teilrepublik der Sowjetunion darstellte, offiziell verwendet.

## Wappenbeschreibung
Das Wappen hat eine annähernd runde Form und besteht hauptsächlich aus den Farben Rot und Gelb. Im oberen Teil ist ein roter Stern abgebildet, der die Zugehörigkeit zum Kommunismus darstellen soll. Links und rechts umschließen Weizenähren den Wappenschild.
Im Wappenschild sieht man auf rotem Hintergrund Hammer und Sichel, die als Symbol für die kommunistische Staatspolitik stehen. Unter Hammer und Sichel sieht man eine aufgehende Sonne, der Eindruck wird durch Sonnenstrahlen unterstrichen.
Darüber steht auf rotem Hintergrund in kyrillischen Buchstaben «РСФСР» („RSFSR“, Росси́йская Сове́тская Федерати́вная Социалисти́ческая Респу́блика Rossijskaja Sowetskaja Federatiwnaja Sozialistitscheskaja Respublika „Russische Sozialistische Föderative Sowjetrepublik“).
Das Wappen ist im unteren Teil durch ein rotes Band bedeckt. In der Mitte des Bandes steht in kyrillischen Buchstaben ПРОЛЕТАРИИ ВСЕХ СТРАН, СОЕДИНЯЙТЕСЬ (PROLETARII WSECH STRAN, SOJEDINJAITES „Proletarier aller Länder, vereinigt Euch“).
Von 1992 bis 1993 wurde eine abgewandelte Version des Wappens von der neu entstandenen Russischen Föderation verwendet.